# NGC 5158
NGC 5158 este o liner situată în constelația Părul Berenicei. A fost descoperită în 7 mai 1826 de către John Herschel. Se află la o distanță de 97,07 de megaparseci de Pământ.